# Крак-де-Шевалье
Крак-де-Шевалье́ (Крак-де-л’Оспиталь; фр. Krak des Chevaliers, фр. Krak de l'Hospital, араб. قلعة الحصن‎ Калъат-эль-Хусн), также Хисн аль-Акрад («Замок курдов»; араб. حصن الأكراد‎; курд. Keleha Kurdan) — крепость госпитальеров, изначально курдское военное поселение, расположенное в Сирии к востоку от ливанского Триполи на вершине утёса высотой 650 метров, неподалёку от дороги, ведущей из Антиохии к Бейруту и Средиземному морю. Ближайший крупный сирийский город — Хомс — находится в 40 км восточнее замка.
Одна из наиболее сохранившихся крепостей госпитальеров в мире. В 2006 году вместе с цитаделью Саладина (в 30 км восточнее Латакии) замок был внесён в список Всемирного культурного наследия ЮНЕСКО.

## История крепости

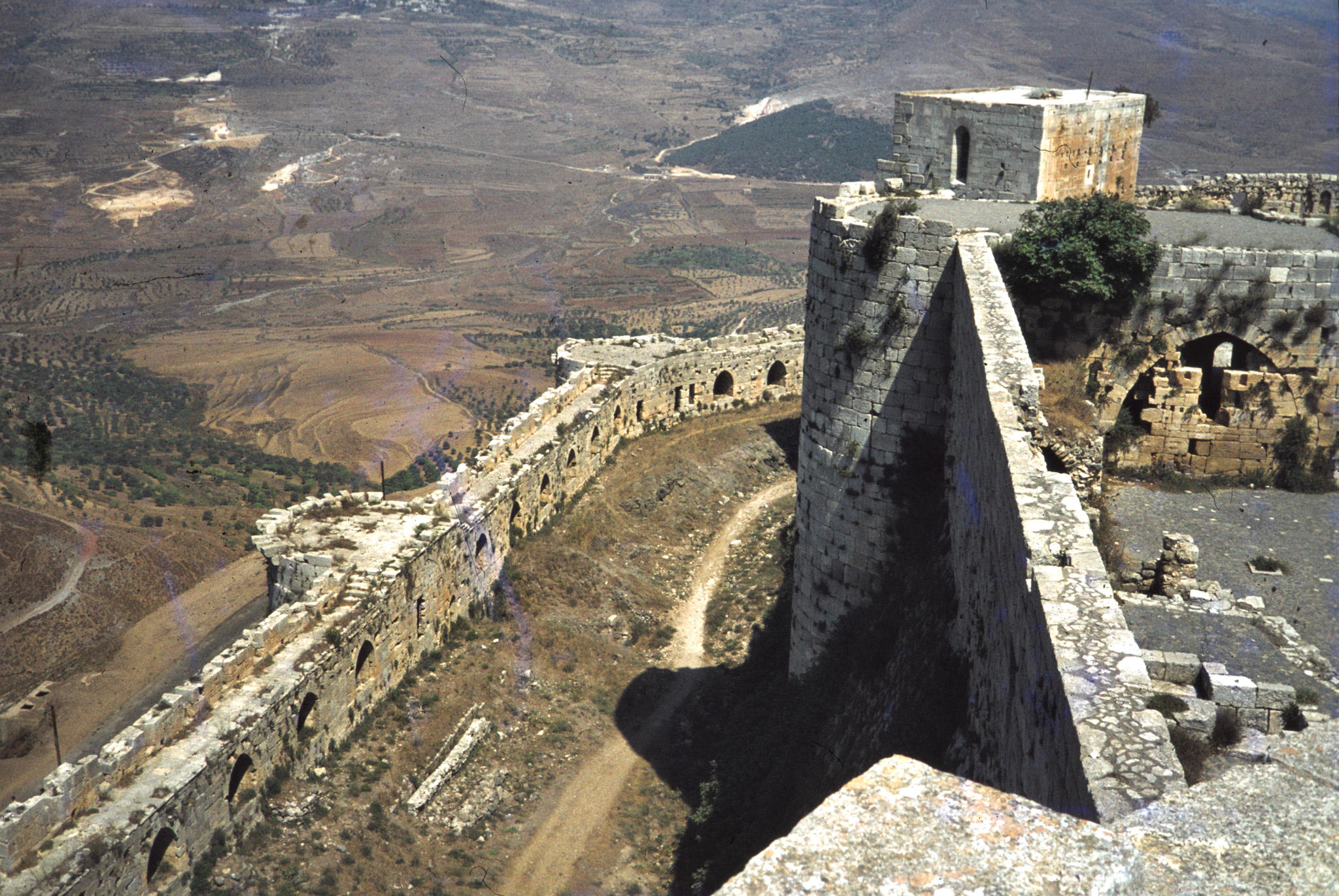
Вид из крепости

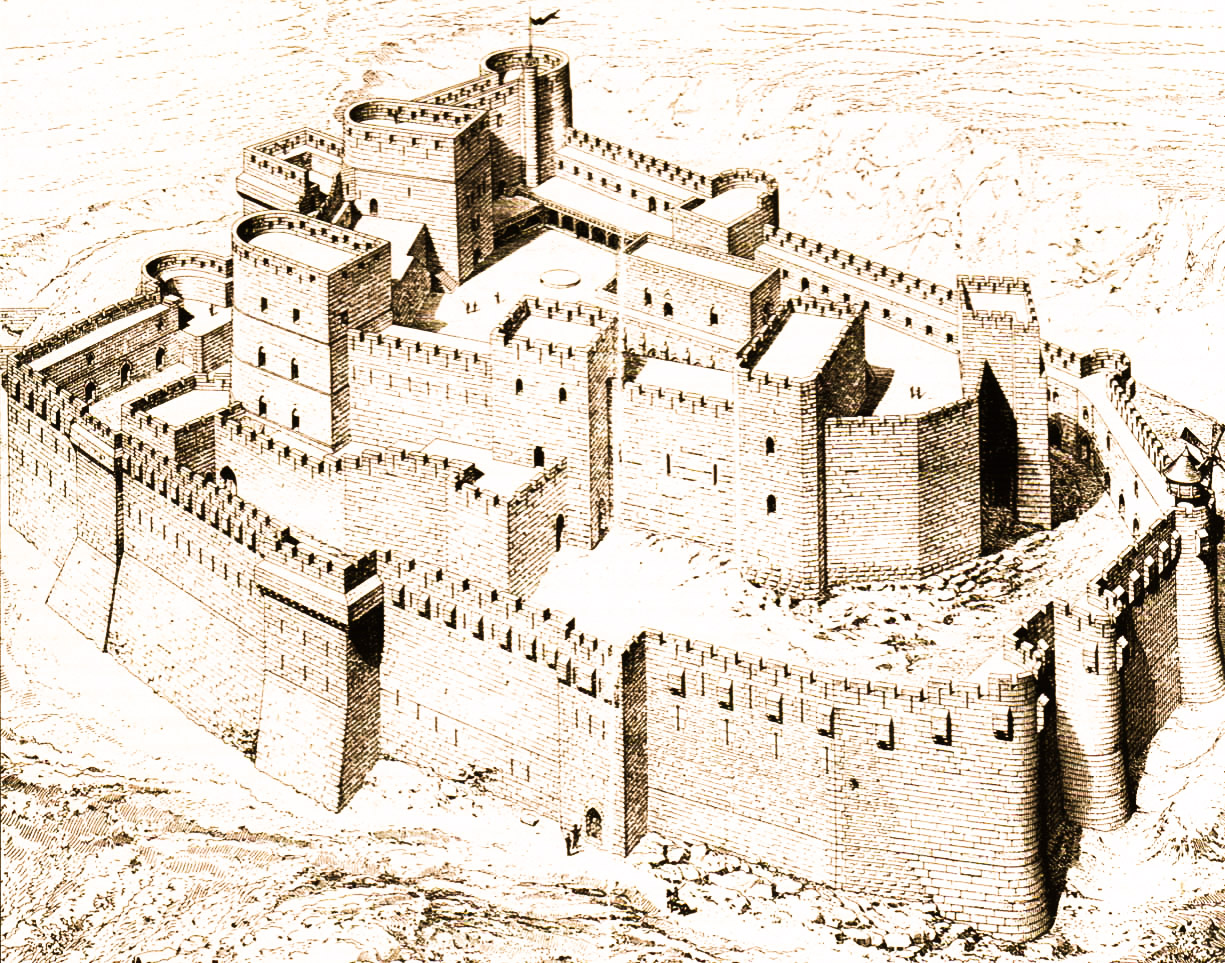
Реконструкция крепости

Из арабских хроник известно, что в 1031 году крепость занимал курдский гарнизон эмира Алеппо. В те времена крепость называлась Хисн аль-Акрад («Замок курдов»). По созвучию франки назвали крепость Крат (фр. Le Krat), а затем, по схожести с арабским термином «карак» (крепость) стали называть Краком (фр. Le Krak).
В 1099 году во время Первого крестового похода она была захвачена Раймундом IV, графом Тулузским, однако вскоре крестоносцы оставили крепость, чтобы продолжить поход к Иерусалиму.
В 1110 году крепость была повторно занята Танкредом, князем Галилеи, а в 1142 году Раймунд II, граф Триполи, передал Крак-де-Шевалье ордену госпитальеров, чтобы они охраняли рубежи от возможных набегов Занги ибн Ак-Сонкура, начальника тюркского гарнизона в Мосуле и Алеппо.
Госпитальеры восстановили крепость и построили множество дополнительных помещений, превратив её в самый большой оплот крестоносцев в Святой земле. Вокруг крепости была выстроена стена толщиной от 3 до 30 метров с многочисленными бретешами и дозорными башнями, одну из которых занимал Великий Магистр госпитальеров. За кольцом внешней стены был двор, минуя который можно было попасть во внутренние помещения — зал, часовню (которую позже мусульмане превратили в мечеть) и хранилище длиной 120 метров. Другие складские помещения были спрятаны внутри скалы, на которой стояла крепость, благодаря чему Крак-де-Шевалье мог выдержать длительные осады. В конце XII — начале XIII вв. череда землетрясений повредила некоторые постройки, и крепость снова пришлось восстанавливать.
Крак-де-Шевалье был неприступен. Его не раз осаждали, но всегда безуспешно. В 1188 году у стен крепости стояла армия самого Саладина. Во время той осады мусульманам удалось пленить кастеляна. Воины Саладина подвели его к стенам крепости и потребовали, чтобы он приказал гарнизону открыть ворота. Кастелян сначала отдал по-арабски приказ сдать крепость, но потом уже по-французски приказал сражаться до последнего человека.
Крак-де-Шевалье удалось взять только тюркам обманным путём, когда Бейбарс I, султан Сирии и Египта, направил в крепость фальшивое письмо, в котором граф Триполи якобы приказывал крепости сдаться. В результате 8 апреля 1271 года Крак-де-Шевалье пал.
В 1272 году, во время Девятого крестового похода замок видел английский король Эдуард I и так восхитился им, что использовал Крак как образец для своих замков в Англии и Уэльсе.
Лоуренс Аравийский, впервые увидевший замок в августе 1909 года, описывал его как «пожалуй, самый восхитительный замок в мире». До обретения контроля над Сирией французами здесь находилась резиденция губернатора.
В 2003 году в крепости снимался российский телесериал «Баязет» по одноимённому роману Валентина Пикуля.
В 2013 году во время гражданской войны в Сирии крепость была занята повстанцами.
В марте 2014 года правительственные войска отбили крепость, уничтожив десятки повстанцев, а уцелевших вынудили бежать в Ливан. Ранее во время одного из авианалётов сирийских ВВС у замка была разрушена одна из его башен. По некоторым сведениям, башня была уничтожена вылетом бомбардировщика Су-24МК с полученной из России управляемой авиабомбой. Высокоточный боеприпас проделал брешь в укреплениях, которой воспользовались сирийские войска. Этот шаг позволил сохранить историческую крепость; обычный для сирийской армии многодневный артобстрел превратил бы её в руины.